# Kasseistrook Palingbeek
De Kasseistrook Palingbeek is een kasseistrook in de Belgische provincie West-Vlaanderen nabij Hollebeke. De kasseistrook ligt in het natuurgebied Palingbeek. De strook is 1300 meter lang en wordt opgenomen in diverse recreatieve toertochten voor wielertoeristen. 
De strook is in wedstrijdverband opgenomen geweest in de wielerkoers Great War Remembrance Race.
Verder is de strook opgenomen in de recreatieve fietsroutes LF Heuvelroute en de LF Vlaanderenroute.